# Naga City (Cebu)
Naga (offiziell: City of Naga; Cebuano: Dakbayan sa Naga; Filipino:  Lungsod ng Naga) ist eine philippinische Stadt in der Provinz Cebu. Die Stadt ist Teil der Metropolregion Metro Cebu.
Naga ist Standort eines großen Kraftwerks und einer Zementfabrik im Baranggay Tinaan.

## Geschichte
Naga wurde am 12. Juni 1829 gegründet.
Am 2. September 2007 wurde in einer Volksabstimmung der Republic Act Nr. 9491, der die Erhebung der Stadtgemeinde Naga zur Stadt (Component City) vorsieht, mehrheitlich angenommen. 13.823 Wähler stimmten für die Annahme des Republic Act Nr. 9491, 789 dagegen, die Wahlbeteiligung lag bei 33 %. Beurkundet wurde der Republic Act Nr. 9491 am 5. September 2007. Der offizielle Name der Stadt ist City of Naga. Naga war nach Bogo und Carcar die dritte Stadtgemeinde in der Provinz Cebu, die im Jahr 2007 zur Stadt erhoben wurde.

## Baranggays
Naga ist politisch in 28 Baranggays unterteilt.
| - Alfaco - Bairan - Balirong - Cabungahan - Cantao-an - Central Poblacion - Cogon - Colon - East Poblacion - Inoburan - Inayagan - Jaguimit - Lanas - Langtad | - Lutac - Mainit - Mayana - Naalad - North Poblacion - Pangdan - Patag - South Poblacion - Tagjaguimit - Tangke - Tinaan - Tuyan - Uling - West Poblacion |

## Persönlichkeiten
- Benjamin Almoneda (1930–2023), römisch-katholischer Bischof von Daet